# Šemetkovce
Šemetkovce es un municipio del distrito de Svidník en la región de Prešov, Eslovaquia, con una población estimada a final del año 2024 de 90 habitantes.
Se encuentra ubicado en el centro-norte de la región, cerca del río Ondava (cuenca hidrográfica del río Tisza) y de la frontera con  Polonia.

## Demografía
| Año        | 1994 | 2004    | 2014  | 2024    |
| ---------- | ---- | ------- | ----- | ------- |
| Población  | 106  | 100     | 87    | 90      |
| Diferencia |      | −5,66 % | −13 % | +3,44 % |

| Año        | 2023 | 2024    |
| ---------- | ---- | ------- |
| Población  | 85   | 90      |
| Diferencia |      | +5,88 % |